# José Cabión
José Luis Cabión (14 de janeiro de 1983) é um futebolista chileno que atua na posição de volante.